# Alexander Symon
Sir Alexander Colin Burlington Symon, KCMG, KCVO, OBE (* 13. Mai 1902; † 16. Juli 1974) war ein britischer Diplomat und Regierungsbeamter, der unter anderem von 1954 bis 1961 Hochkommissar in Pakistan war.

## Leben
Alexander Colin Burlington Symon, Sohn von J. M. Symon, trat in den Regierungsdienst ein und wurde für seine Verdienste 1944 zum Officer des Order of the British Empire (OBE) ernannt. Er war zwischen 1946 und 1947 Leiter des Referats Kommunikation im Ministerium für Britisch-Indien (India Office) und fungierte nach der Unabhängigkeit Indiens vom Vereinigten Königreich am 15. August 1947 in der Zeit von 1947 bis 1949 als stellvertretender Hochkommissar in Indien. Er wurde für seine Verdienste 1948 zum Companion des Order of St Michael and St George (CMG) ernannt. Nach seiner Rückkehr wechselte er ins Ministerium für Beziehungen zum Commonwealth of Nations und war dort von 1949 bis 1952 erst Leiter der Abteilung Wirtschaft (Assistant Under-Secretary for Commonwealth Relations (Economic Division)) sowie im Anschluss zwischen 1952 und 1954 stellvertretender Unterstaatssekretär (Deputy Under-Secretary for Commonwealth Relations).
1954 wurde Symon als Nachfolger von Sir Gilbert Laithwaite Hochkommissar in Pakistan und bekleidete dieses Amt bis 1961, woraufhin Sir Maurice James seine Nachfolge antrat. Im Rahmen der Birthday Honours wurde er am 9. Juni 1955 als Knight Commander des Order of St Michael and St George (KCMG) geadelt, so dass er fortan das Prädikat „Sir“ führte. Zum Ende seiner Tätigkeit als Hochkommissar wurde er 1961 auch zum Knight Commander des Royal Victorian Order (KCVO) erhoben.
Seine 1930 geschlossene Ehe mit Doris „Dodo“ Olive Comfort, Tochter von E. J. Comfort, blieb kinderlos.